# أضواء ليلة الجمعة
أضواء ليلة الجمعة (بالإنجليزية: Friday Night Lights)‏ هو فيلم تم إنتاجه في الولايات المتحدة سنة 2004. الفيلم من إخراج بيتر بيرغ.

## بطولة
- بيلي بوب ثورنتون
- آمبر هيرد

## القصة
تدور الأحداث حول أحد فرق كرة القدم بولاية تكساس، بعد أن تم التعاقد مع إريك رئيس مدربي فريق كرة القدم بالمدرسة الثانوية، لبداية جديدة لفوز الفريق، ولكن تحدث مفاجأة لم تخطر على بال أحد، حيث يتعرض أحد اللاعبين للشلل فيحاول الفريق الفوز والبقاء في المراكز الأولى رغم الظروف الصعبة التي يمر بها.

## الميزانية والإيرادات
بلغت تكلفة إنتاج الفيلم حوالي 30 مليون دولار بينما حقق أرباحا تقدر بـ 61,950,770 دولار.

## روابط خارجية
- أضواء ليلة الجمعة على موقع IMDb (الإنجليزية)
- أضواء ليلة الجمعة على موقع ميتاكريتيك (الإنجليزية)
- أضواء ليلة الجمعة على موقع روتن توميتوز (الإنجليزية)
- أضواء ليلة الجمعة على موقع نتفليكس (الإنجليزية)
- أضواء ليلة الجمعة على موقع قاعدة بيانات الأفلام العربية
- أضواء ليلة الجمعة على موقع ألو سيني (الفرنسية)
- أضواء ليلة الجمعة على موقع Turner Classic Movies (الإنجليزية)
- أضواء ليلة الجمعة على موقع أول موفي (الإنجليزية)
- أضواء ليلة الجمعة على موقع بوكس أوفيس موجو (الإنجليزية)
- أضواء ليلة الجمعة على موقع فيلمافينيتي (الإسبانية)